# Distretto di Kaeng Krachan
Il distretto di Kaeng Krachan (in thailandese: แก่งกระจาน) è un distretto (amphoe) della Thailandia, situato nella provincia di Phetchaburi.